# Neoceratitis asiatica
Neoceratitis asiatica är en tvåvingeart som först beskrevs av Becker 1908.  Neoceratitis asiatica ingår i släktet Neoceratitis och familjen borrflugor. Inga underarter finns listade i Catalogue of Life.